# قهرمانان فیبل
«قهرمانان فیبل» (انگلیسی: Fable Heroes) یک بازی ویدئویی در سبک شوتم آپ است که توسط استودیو مایکروسافت و در سال ۲۰۱۲ در پلت‌فرم اکس‌باکس ۳۶۰ منتشر شده‌است.